# Kreisgericht Cosel
Das Kreisgericht Cosel war ein preußisches Kreisgericht in der damaligen preußischen Provinz Schlesien mit Sitz in Cosel.

## Geschichte
In Cosel bestand bis 1849 das Stadtgericht Cosel. 1849 wurden in Preußen einheitlich Kreisgerichte geschaffen. Hierbei wurde die Patrimonialgerichtsbarkeit abgeschafft und die Patrimonialgerichte aufgehoben. Es entstand das Königliche Kreisgericht Cosel. Es umfasste den Kreis Cosel. Zuständiges Appellationsgericht war das Appellationsgericht Ratibor.
Am Gericht waren 1870 ein Direktor und 9 Kreisrichter eingesetzt. Die Zahl der Gerichtseingesessenen betrug 63.600. Für Schwurgerichtssachen war das Kreisgericht Ratibor zuständig.
Im Rahmen der Reichsjustizgesetze wurde das Gerichtswesen in Deutschland 1879 vereinheitlicht. Damit wurde das Kreisgericht Cosel aufgehoben und das königlich preußische Amtsgericht Cosel mit Wirkung zum 1. Oktober 1879 als eines von 9 Amtsgerichten im Bezirk des Landgerichtes Ratibor als Nachfolger gebildet.